# Evil Empire
Albums de Rage Against the Machine
Rage Against The Machine Live and Rare
Evil Empire est le deuxième album de Rage Against the Machine, sorti en 1996.
Le nom Evil Empire (empire du mal) vient de l'appellation de l'Union soviétique pendant le mandat de Ronald Reagan. Dans le cas du disque de Rage Against the Machine, fidèle à ses convictions, l'Empire du Mal désigne les États-Unis.
Il débuta à la première place du Top 200 du magazine Billboard, puis fut certifié triple disque de platine en 2000.

## Titres
| No  | Titre                 | Durée |
| --- | --------------------- | ----- |
| 1.  | People of the Sun     | 2:30  |
| 2.  | Bulls on Parade       | 3:51  |
| 3.  | Vietnow               | 4:39  |
| 4.  | Revolver              | 5:30  |
| 5.  | Snakecharmer          | 3:55  |
| 6.  | Tire Me               | 3:00  |
| 7.  | Down Rodeo            | 5:20  |
| 8.  | Without a Face        | 3:36  |
| 9.  | Wind Below            | 5:50  |
| 10. | Roll Right            | 4:22  |
| 11. | Year of tha Boomerang | 3:59  |

## Membres du groupe
- Zack de la Rocha – Chant
- Tom Morello – Guitare
- Tim Commerford – Basse
- Brad Wilk – Batterie

## Collaborateurs
- Brendan O'Brien – Producteur
- Andy Wallace – Mixage

## Singles
- Bulls on Parade - 1996
- People of the Sun - 1996
- Tire Me - 1996
- Down Rodeo - 1997
- Vietnow - 1997

## Charts

### Album
| Year | Chart             | Position |
| ---- | ----------------- | -------- |
| 1996 | The Billboard 200 | #1       |

### Singles
| Year | Single            | Chart                  | Position |
| ---- | ----------------- | ---------------------- | -------- |
| 1996 | "Bulls On Parade" | Modern Rock Tracks     | #11      |
| 1996 | "Bulls On Parade" | Mainstream Rock Tracks | #36      |

## Awards
- 1996 Grammy Award - Best Metal Performance for "Tire Me"